# 仏壇の日
仏壇の日（ぶつだんのひ）は、全日本宗教用具協同組合が制定した仏壇の記念日で、毎月27日。1972年に制定。
天武天皇14年3月27日（西暦685年）、天武天皇が「諸國家毎に佛舎（ほとけのみや）を作り、即ち佛像と経とを置きて礼拝供養せよ」との詔を出したとの記述が『日本書紀』にあることにちなむ。この「3月27日」は旧暦であるが、仏壇の日は新暦3月27日とした。後に毎月27日に拡大した。
名古屋仏壇商工協同組合では、毎年3月27日の仏壇の日に大須観音で仏壇供養祭を行っており、古い仏壇を供養・焼却する。